# Tổng thống Đức (1919–1945)
Tổng thống Đức (tiếng Đức: Reichspräsident, nghĩa đen là 'tổng thống của Reich') là nguyên thủ quốc gia của Đức theo Hiến pháp Weimar từ năm 1919 đến năm 1945, bao gồm các thời kỳ của Cộng hòa Weimar và Đức Quốc Xã.
Hiến pháp Weimar thiết lập một bán tổng thống chế phân chia quyền lực giữa tổng thống, nội các và Quốc hội. Tổng thống được bầu trực tiếp theo nguyên tắc phổ thông với nhiệm kỳ bảy năm; tuy nhiên, Friedrich Ebert, tổng thống đầu tiên của Đức, được Quốc hội Weimar bầu ra. Những nhà lập hiến dự liệu tổng thống sẽ phối hợp với Quốc hội và chỉ dùng những quyền hạn khẩn cấp rộng lớn trong những trường hợp đặc biệt. Tuy nhiên, sự bất ổn chính trị trong nền Cộng hòa Weimar và tình trạng chia rẽ phe phái ngày càng nghiêm trọng trong Quốc hội cho phép tổng thống tập trung quyền hành đáng kể bằng cách ban hành sắc lệnh và tùy ý bổ nhiệm, miễn nhiệm chính phủ.
Năm 1934, sau khi Tổng thống Paul von Hindenburg qua đời, Thủ tướng Adolf Hitler tiếp quản quyền lực của tổng thống, trở thành Führer und Reichskanzler. Trong di chúc của Hitler, ông chỉ định Karl Dönitz làm tổng thống, khôi phục lại chức vụ tổng thống trong ít lâu cho đến ngay sau khi Đức Quốc Xã đầu hàng vào tháng 5 năm 1945.
Chức vụ tổng thống liên bang (Bundespräsident) hiện tại theo Luật cơ bản của Cộng hòa Liên bang Đức là một chức vụ chủ yếu mang tính nghi lễ và không có nhiều thực quyền.

## Quy định của hiến pháp
Hiến pháp Weimar thiết lập một bán tổng thống chế với tổng thống đóng vai trò như một "hoàng đế thay thế" (Ersatzkaiser). Hugo Preuß, người soạn dự thảo hiến pháp đầu tiên, lo sợ "sự chuyên chế của Quốc hội" nên muốn tổng thống đứng trên chính trị đảng phái và là đối trọng với Quốc hội. Chủ trương tổng thống làm nguyên thủ quốc gia của Preuss chịu ảnh hưởng của học giả hiến pháp Robert Redslob và nhà xã hội học Max Weber.
Hiến pháp Weimar không yêu cầu một cuộc bỏ phiếu bất tín nhiệm phải mang tính xây dựng, tức là Quốc hội có quyền buộc chính phủ từ chức mà không phải bầu một thủ tướng mới trước. Friedrich Ebert và Paul von Hindenburg (ban đầu) đều bổ nhiệm những thủ tướng có khả năng xây dựng liên minh giành được sự tín nhiệm của Quốc hội. Tuy nhiên, 13 trong số 20 chính phủ của Cộng hòa Weimar (không tính chính phủ của Hitler) là chính phủ thiểu số.

### Bầu cử
Tổng thống được bầu trực tiếp theo nguyên tắc phổ thông đầu phiếu. Ứng cử viên tổng thống phải là công dân Đức đã đủ 36 tuổi trở lên. Nhiệm kỳ của tổng thống là bảy năm và không có giới hạn nhiệm kỳ. Cuộc bầu cử tổng thống được thực hiện theo chế độ bầu cử hai vòng. Nếu không có ứng cử viên nào nhận được quá nửa tổng số phiếu bầu trong vòng đầu thì vòng hai sẽ được tổ chức một ngày sau. Ở vòng hai, ứng cử viên nào nhận được nhiều phiếu bầu nhất thì trúng cử tổng thống. Một nhóm có thể đề cử một ứng cử viên thay thế ở vòng hai thay cho ứng cử viên đã đề cử ở vòng đầu.
Tổng thống không được kiêm nhiệm nghị sĩ Quốc hội. Tổng thống phải tuyên thệ nhậm chức như sau:
Tôi xin tuyên thệ sẽ hiến thân vì lợi ích của nhân dân Đức, thúc đẩy lợi ích của nhân dân, bảo vệ nhân dân, duy trì hiến pháp, pháp luật, tận tâm hoàn thành nhiệm vụ của mình và đối xử công bằng với tất cả mọi người.— Điều 42 Hiến pháp Weimar

### Nhiệm vụ và quyền hạn

Sơ đồ bộ máy nhà nước Cộng hòa Weimar

Tổng thống có những nhiệm vụ và quyền hạn sau đây:
- Bổ nhiệm chính phủ: Tổng thống bổ nhiệm, miễn nhiệm thủ tướng và bổ nhiệm, miễn nhiệm các thành viên nội các theo đề nghị của thủ tướng. Quyết định bổ nhiệm không cần phải được Quốc hội phê chuẩn nhưng thành viên nội các phải từ chức nếu bị Quốc hội bỏ phiếu bất tín nhiệm.[9]
- Giải tán Quốc hội: Tổng thống có quyền giải tán Quốc hội bất cứ lúc nào. Trong trường hợp Quốc hội bị giải tán thì phải tổ chức cuộc tổng tuyển cử chậm nhất là 60 ngày. Tổng thống không được giải tán Quốc hội nhiều hơn một lần vì cùng một lý do.[10]
- Công bố luật: Tổng thống phải công bố luật được Quốc hội thông qua nhưng có quyền trưng cầu ý dân về dự luật. Nếu quá nửa số cử tri đủ điều kiện tham gia và dự luật nhận được quá nửa số phiếu ủng hộ thì quyết định của Quốc hội bị phủ quyết.[11]
- Đối ngoại: Tổng thống thay mặt Đức về đối ngoại, nhận quốc thư, tiếp nhận đại sứ của nước ngoài và ký điều ước quốc tế nhân danh Nhà nước. Quyết định tuyên chiến, nghị hòa và điều ước quốc tế liên quan đến luật pháp Đức phải được Quốc hội phê chuẩn.[12]
- Tổng tư lệnh: Tổng thống thống lĩnh lực lượng vũ trang.[13]
- Ân xá: Tổng thống quyết định ân xá.[14]

#### Quyền hạn khẩn cấp
Hiến pháp Weimar cho phép tổng thống thực hiện nhiều quyền hạn khẩn cấp trong trường hợp xảy ra khủng hoảng. Nếu "trật tự và an ninh công cộng [bị] phá hoại hoặc đe dọa nghiêm trọng" thì tổng thống có quyền "thực hiện các biện pháp cần thiết để khôi phục an toàn và trật tự công cộng", bao gồm triển khai quân đội, đình chỉ quyền công dân và cưỡng chế chính quyền bang thực hiện các nghĩa vụ của mình theo hiến pháp hoặc pháp luật liên bang. Quyền hạn khẩn cấp quan trọng nhất của tổng thống là quyền ban hành sắc lệnh khẩn cấp có hiệu lực pháp lý tương đương với luật của Quốc hội. Sắc lệnh của tổng thống phải được thủ tướng hoặc bộ trưởng có thẩm quyền tiếp ký. Quốc hội phải được thông báo ngay lập tức về biện pháp khẩn cấp và có quyền hủy bỏ biện pháp khẩn cấp.

### Bãi nhiệm và kế nhiệm
Khi tổng thống không làm việc được thì thủ tướng giữ quyền tổng thống. Trong trường hợp khuyết tổng thống thì phải bầu tổng thống mới.
Tổng thống có thể bị bãi nhiệm trong một cuộc trưng cầu ý dân do Quốc hội quyết định. Quyết định trưng cầu ý dân phải được ít nhất hai phần ba số nghị sĩ Quốc hội tán thành. Trong trường hợp cử tri bác bỏ việc bãi nhiệm tổng thống thì tổng thống được coi là đã tái cử và Quốc hội bị giải tán.
Tổng thống cũng có thể bị Quốc hội luận tội trước Tòa án Nhà nước vì cố ý vi phạm hiến pháp hoặc pháp luật. Kiến nghị luận tội phải được ít nhất 100 nghị sĩ Quốc hội ký và được ít nhất hai phần ba số nghị sĩ Quốc hội tán thành tại một phiên họp có ít nhất hai phần ba số nghị sĩ Quốc hội có mặt.

## Lịch sử

### Friedrich Ebert

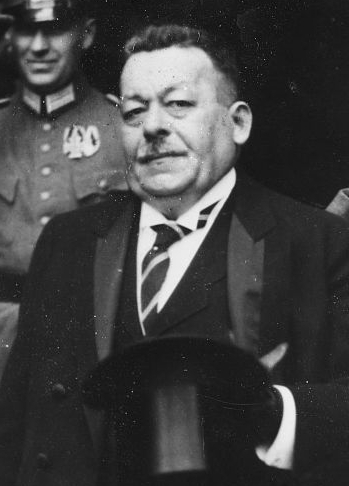
Friedrich Ebert, tổng thống đầu tiên của Đức

Ngày 11 tháng 2 năm 1919, Quốc hội Weimar bầu Friedrich Ebert của Đảng Dân chủ Xã hội làm tổng thống đầu tiên của Đức với 379 phiếu thuận, 277 phiếu chống. Cuộc bầu cử tổng thống thường kỳ đầu tiên dự kiến diễn ra khi Hiến pháp Weimar có hiệu lực vào tháng 8 năm 1919, nhưng tình hình bất ổn liên tục buộc Quốc hội phải hoãn lại cuộc bầu cử nhiều lần cho đến cuối năm 1922 khi Quốc hội gia hạn nhiệm kỳ của Ebert đến ngày 30 tháng 6 năm 1925 thông qua sửa hiến pháp.
Đối mặt với tình trạng bạo lực chính trị trong những năm đầu của nền Cộng hòa Weimar, Ebert dùng quyền hạn khẩn cấp 136 lần nhưng ông luôn thỏa thuận trước với chính phủ và Quốc hội. Khi Đảng Cộng sản Đức tham gia vào chính quyền của Đảng Dân chủ Xã hội ở Sachsen và Thüringen với ý định thực hiện cách mạng vào tháng 10 năm 1923, Ebert dùng quyền Reichsexekution để đưa quân loại bỏ Đảng Cộng sản Đức khỏi chính quyền của hai bang này. Sau đó, Ebert trao cho Thủ tướng Wilhelm Cuno quyền hạn đáng kể để giải quyết tình trạng siêu lạm phát, gây nên nhiều tranh cãi vì không rõ liệu hiến pháp có cho phép dùng quyền hạn khẩn cấp để giải quyết các vấn đề kinh tế hay không.

### Paul von Hindenburg

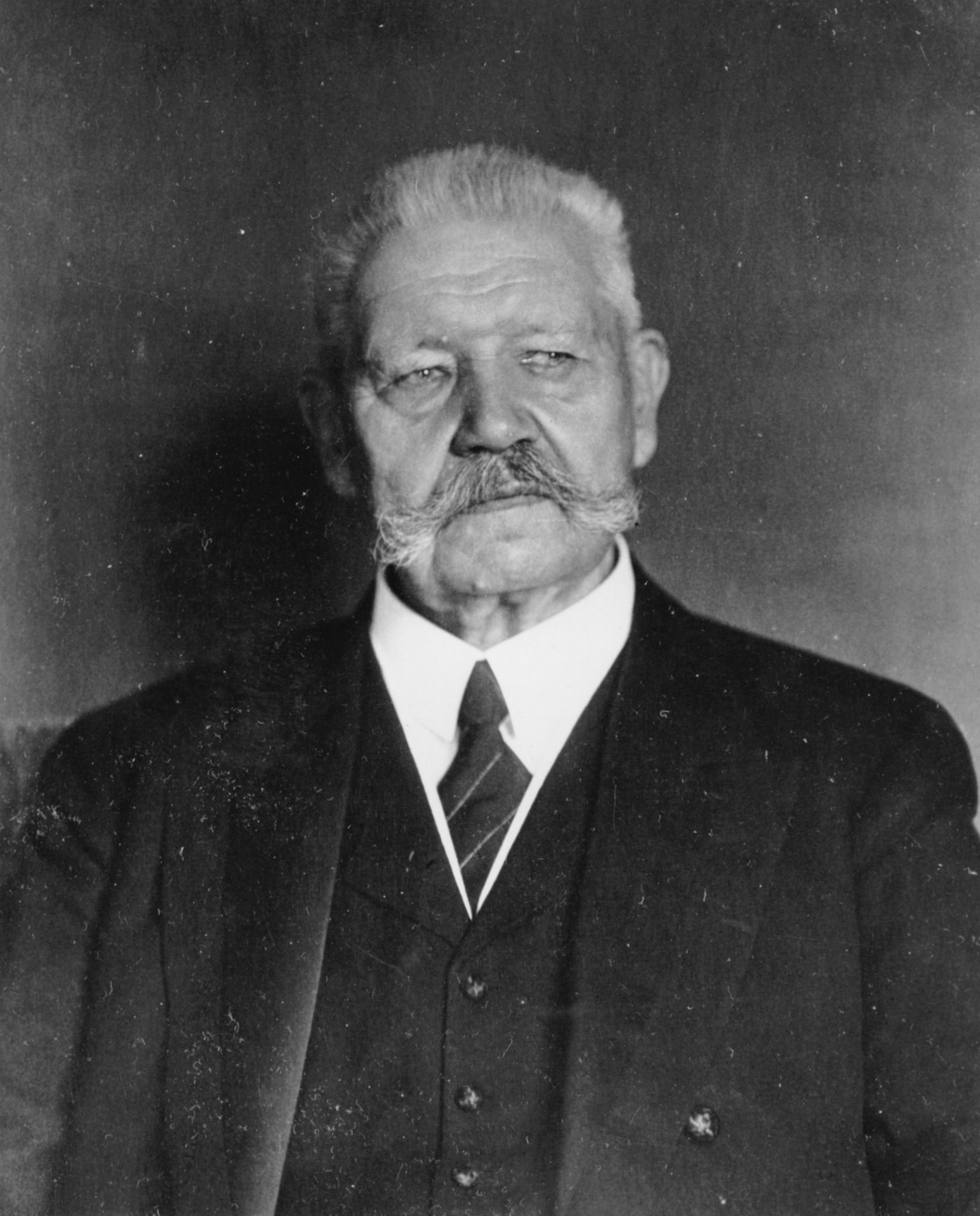
Paul von Hindenburg vào năm 1933

Ebert qua đời vào tháng 2 năm 1925. Cuộc bầu cử tổng thống được tổ chức vào tháng 3 và tháng 4 năm 1925. Sau khi không có ứng cử viên nào giành được quá nửa số phiếu bầu trong vòng đầu, các đảng cánh hữu thay thế ứng cử viên vòng đầu của họ, Karl Jarres của Đảng Nhân dân Đức, bằng Thống chế Chiến tranh thế giới thứ nhất Paul von Hindenburg, trong khi các đảng trung dung và cánh tả đoàn kết ủng hộ Wilhelm Marx của Đảng Trung dung Đức. Ở vòng hai, Hindenburg giành được 45% số phiếu bầu và trở thành tổng thống thứ hai của Đức. Việc Ernst Thälmann của Đảng Cộng sản Đức tranh cử trong vòng hai được cho là đã giúp Hindenburg trúng cử tổng thống.
Nhiều đảng phái cánh hữu hy vọng rằng Hindenburg sẽ phá hoại nền dân chủ Weimar từ bên trong, nhưng ông tuân thủ theo đúng Hiến pháp Weimar mặc dù đôi khi không đúng tinh thần của hiến pháp. Tháng 3 năm 1930, ông bổ nhiệm Heinrich Brüning làm thủ tướng sau khi chính phủ của Hermann Müller sụp đổ. Khi Quốc hội bác bỏ dự toán ngân sách nhà nước của Brüning vào tháng 7 thì Hindenburg ban hành ngân sách nhà nước bằng sắc lệnh; khi Quốc hội hủy bỏ sắc lệnh của ông thì Hindenburg giải tán Quốc hội. Số lượng sắc lệnh ngày càng tăng trong những năm tiếp theo: từ năm 1930 đến năm 1932, Hindenburg dùng quyền hạn khẩn cấp 109 lần. Bốn nội các cuối cùng của nền Cộng hòa Weimar được gọi là nội các tổng thống vì sắc lệnh của tổng thống thường xuyên thay thế cho luật của Quốc hội. Dưới thời Brüning, Đảng Dân chủ Xã hội, vì lo sợ rằng Đảng Quốc Xã sẽ mạnh hơn nếu có một cuộc bầu cử khác, không ủng hộ các kiến nghị hủy bỏ sắc lệnh của tổng thống nhằm duy trì chính phủ, nhưng đã thay đổi lập trường sau khi Franz von Papen trở thành thủ tướng vào năm 1932.
Mặc dù đã bắt đầu lão suy, Hindenburg ra tái tranh cử vào năm 1932 với sự ủng hộ của các đảng chống Hitler. Hindenburg tái cử tổng thống ở vòng hai với 53% số phiếu bầu so với 37% của Hitler. Tháng 6, ông bổ nhiệm Franz von Papen làm thủ tướng thay thế Brüning và giải tán Quốc hội. Papen hy vọng rằng Đảng Quốc Xã sẽ giành được nhiều ghế nhất trong cuộc bầu cử mới và cho phép ông thành lập một chính phủ độc tài. Trong cuộc bầu cử liên bang tháng 7, Đảng Quốc Xã nhận được 37% số phiếu bầu và chiếm được nhiều ghế nhất trong Quốc hội. Theo hai sắc lệnh của Hindenburg, Papen giải tán Quốc hội mới được bầu và đình chỉ thời hạn bầu cử 60 ngày theo quy định của hiến pháp. Sau khi chính phủ bị bỏ phiếu bất tín nhiệm theo đề nghị của Đảng Cộng sản Đức, Papen lại tổ chức một cuộc bầu cử mới. Sau cuộc bầu cử tháng 11 năm 1932, Đảng Quốc Xã giảm xuống còn 33% số phiếu bầu và Papen phải từ chức dưới sức ép của Kurt von Schleicher.
Tháng 1 năm 1933, Schleicher yêu cầu Hindenburg ban bố tình trạng khẩn cấp sau khi phát hiện ra Papen và Hitler đang âm mưu lật đổ mình, nhưng bị Hindenburg từ chối vì cho rằng động thái này rõ ràng là trái với hiến pháp. Không còn lựa chọn nào khác, Schleicher từ chức vào ngày 28 tháng 1. Đối mặt với tình hình kinh tế chính trị liên tục bất ổn và dưới sức ép từ các cố vấn, Tổng thống Hindenburg đồng ý bổ nhiệm Adolf Hitler làm thủ tướng vào ngày 30 tháng 1 năm 1933 và giải tán Quốc hội vào ngày 1 tháng 2. Trong cuộc bầu cử liên bang tháng 3 năm 1933, Đảng Quốc Xã giành được 44% số phiếu bầu. Sau khi buộc Đảng Dân chủ Xã hội và Đảng Cộng sản Đức phải rời khỏi hội trường, Đảng Quốc Xã cùng với những đảng lớn khác có đủ đa số hai phần ba cần thiết để thông qua Luật Trao quyền. Đạo luật cho phép thủ tướng và nội các ban hành uật mà không cần sự đồng ý của Quốc hội hoặc tổng thống, kết liễu nền Cộng hòa Weimar.

### Adolf Hitler

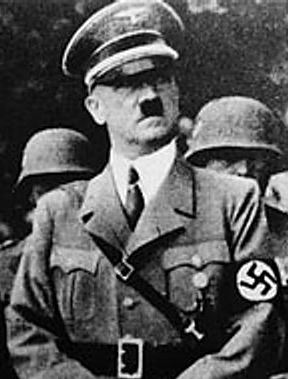
Adolf Hitler

Ngày 1 tháng 8 năm 1934, chính phủ của Hitler ban hành Luật nguyên thủ quốc gia của Đế quốc Đức, quy định rằng sau khi Hindenburg qua đời thì chức vụ tổng thống và thủ tướng sẽ được hợp nhập và do Hitler nắm giữ. Hitler tự xưng là Führer und Reichskanzler ("Führer và Thủ tướng") và không dùng danh hiệu "Tổng thống". Luật nguyên thủ quốc gia vi phạm hiến pháp vì nó vi phạm quy định của Điều 2 Luật Trao quyền rằng "quyền của Tổng thống không bị tác động". Đạo luật được phê chuẩn trong cuộc trưng cầu ý dân vào ngày 19 tháng 8.
Ngay trước khi ông tự sát vào ngày 30 tháng 4 năm 1945, Hitler viết di chúc tái lập chức vụ tổng thống. Karl Dönitz được chỉ định làm tổng thống và ra lệnh cho quân đội Đức đầu hàng Khối Đồng Minh vào ngày 7 tháng 5. Khi đó, ông bổ nhiệm Ludwig von Krosigk làm thủ tướng và thành lập một chính phủ tại Flensburg. Tuy nhiên, chính phủ không được Khối Đồng Minh công nhận và bị giải tán vào ngày 23 tháng 5 khi các thành viên chính phủ bị quân đội Anh bắt giữ.

## Danh sách tổng thống Đức (1919–1945)
† biểu thị qua đời khi đang giữ chức vụ.
| №  | Hình | Họ tên                                           | Nhậm chức           | Rời chức              | Thời gian tại nhiệm | Đảng                | Bầu cử    |
| -- | ---- | ------------------------------------------------ | ------------------- | --------------------- | ------------------- | ------------------- | --------- |
| 1. |      | Friedrich Ebert (1871-1925)                      | 11 tháng 2 năm 1919 | 28 tháng 2 năm 1925 † | 6 năm, 17 ngày      | SPD                 | 1919      |
| –  |      | Hans Luther (1879-1962) Quyền                    | 28 tháng 2 năm 1925 | 12 tháng 3 năm 1925   | 12 ngày             | Chính khách độc lập | –         |
| –  |      | Walter Simons (1861-1937) Quyền                  | 12 tháng 3 năm 1925 | 12 tháng 5 năm 1925   | 61 ngày             | Chính khách độc lập | –         |
| 2. |      | Thống chế Paul von Hindenburg (1847-1934)        | 12 tháng 5 năm 1925 | 2 tháng 8 năm 1934 †  | 9 năm, 82 ngày      | Chính khách độc lập | 1925 1932 |
| 3. |      | Adolf Hitler (1889-1945) Führer und Reichkanzler | 2 tháng 8 năm 1934  | 30 tháng 4 năm 1945 † | 10 năm, 271 ngày    | NSDAP               | –         |
| 4. |      | Đại đô đốc Karl Dönitz (1891-1980)               | 30 tháng 4 năm 1945 | 23 tháng 5 năm 1945   | 23 ngày             | NSDAP               | –         |

## Cờ tổng thống Đức (1919–1945)

1919–1921
1921–1926
1926–1933
1933–1934
1934–1945